# Eugène Prévot
Eugène Prévot, francoski general, * 1882, † 1961.